# Demetri (fill de Pitonax)
Demetri (en llatí Demetrius, en grec antic Δημητριος), fill de Pitonax (Pythonax) de malnom Fidó (Pheidon), era un militar macedoni, que va ser comanant d'un esquadró escollit de cavalleria anomenat ἑταιροι (Companys), sota Alexandre el Gran. En parlen Arrià i Plutarc.